# 初富站
初富站（日语：／ Hatsutomi eki */?）是位於日本千葉縣鎌谷市中央，屬於京成電鐵松戶線的鐵路車站。車站編號是KS77。

## 車站結構
此站為島式月台1面2線的高架車站。

### 月台配置
| 月台 | 路線   | 方向 | 目的地                                   |
| ---- | ------ | ---- | ---------------------------------------- |
| 1    | 松戶線 | 下行 | 北習志野、新津田沼、京成津田沼、千葉方向 |
| 2    | 松戶線 | 上行 | 新鎌谷、八柱、松戶方向                   |

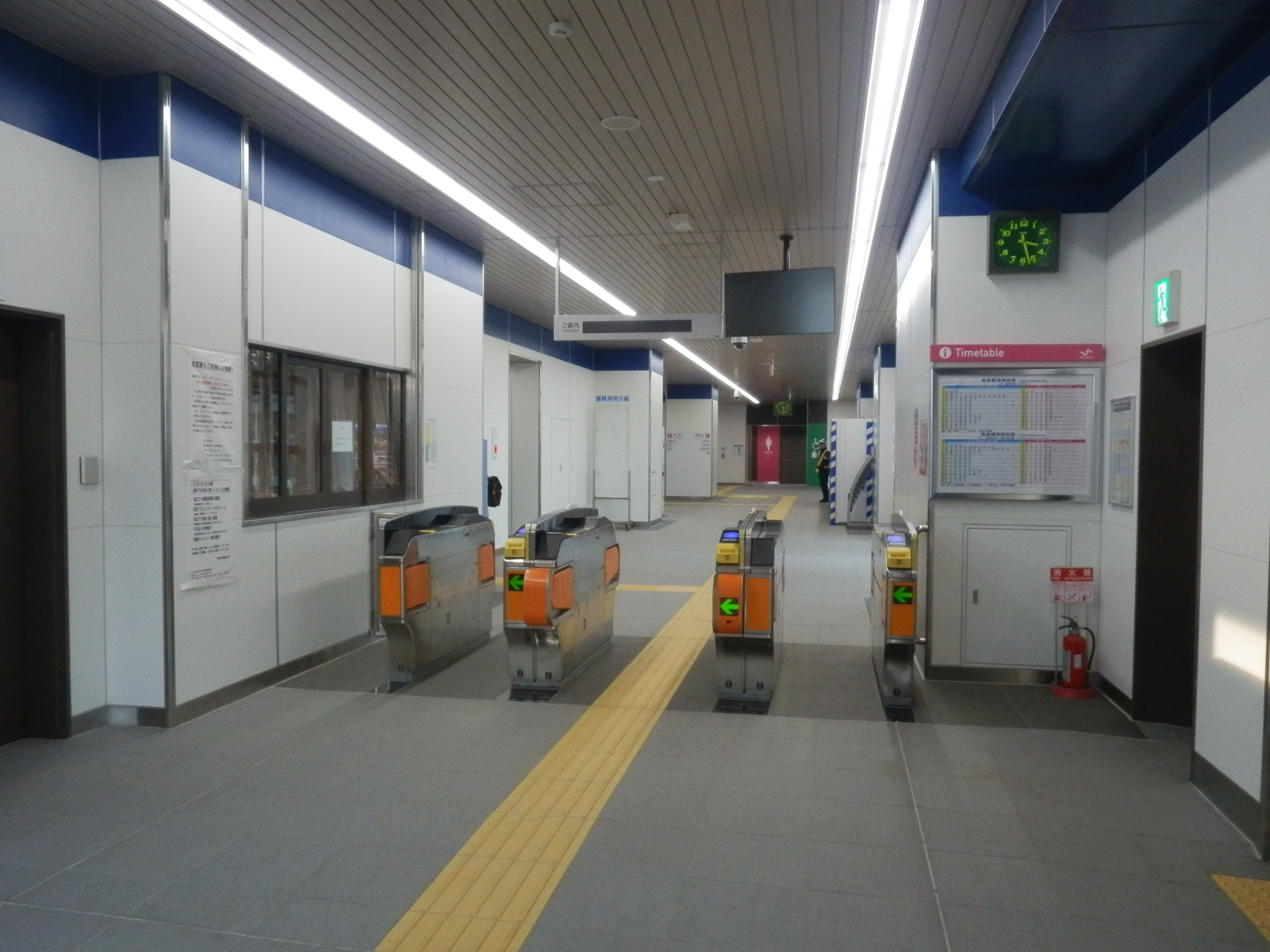
閘口（2019年12月1日）
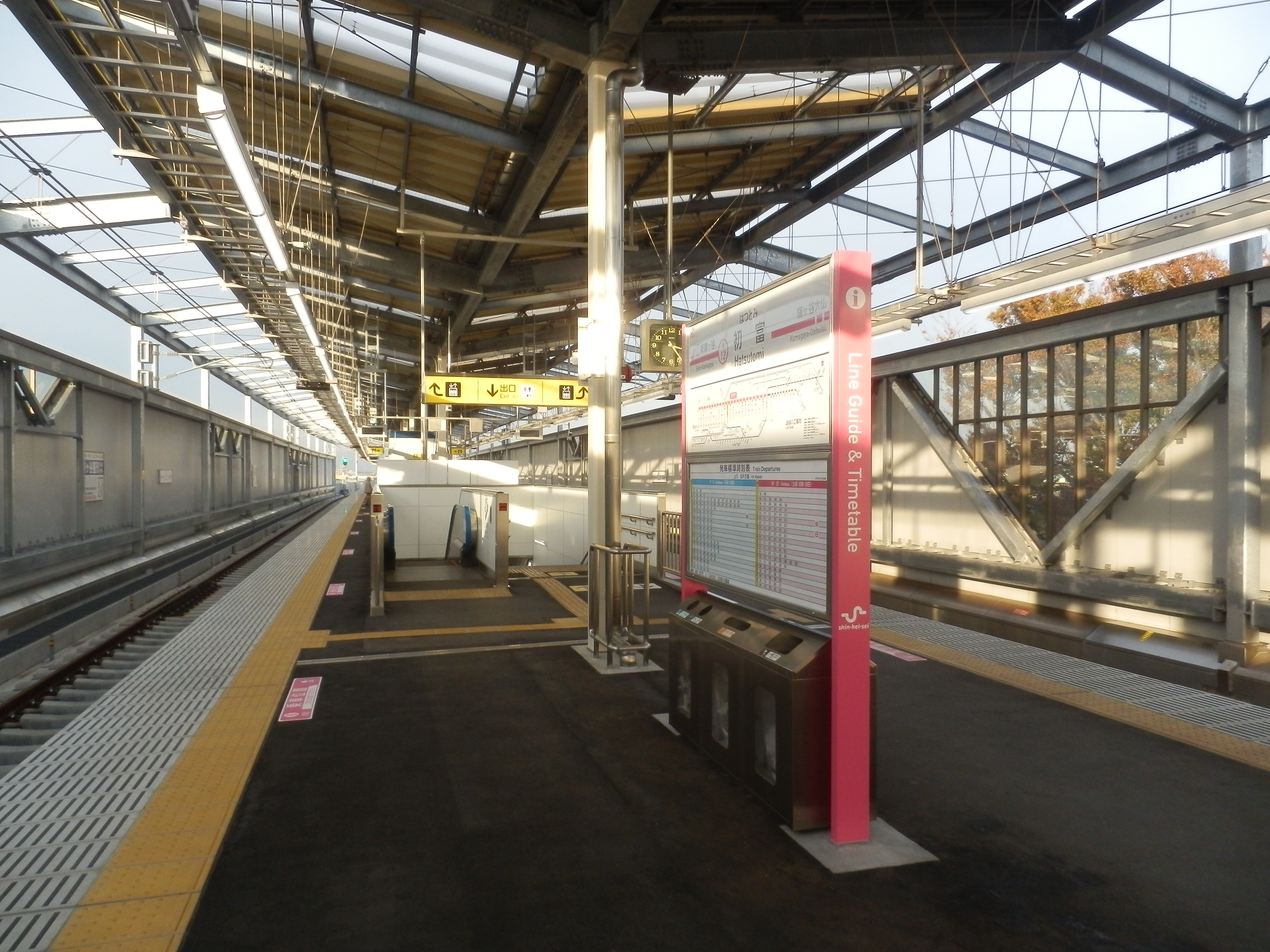
車站月台（2019年12月1日）
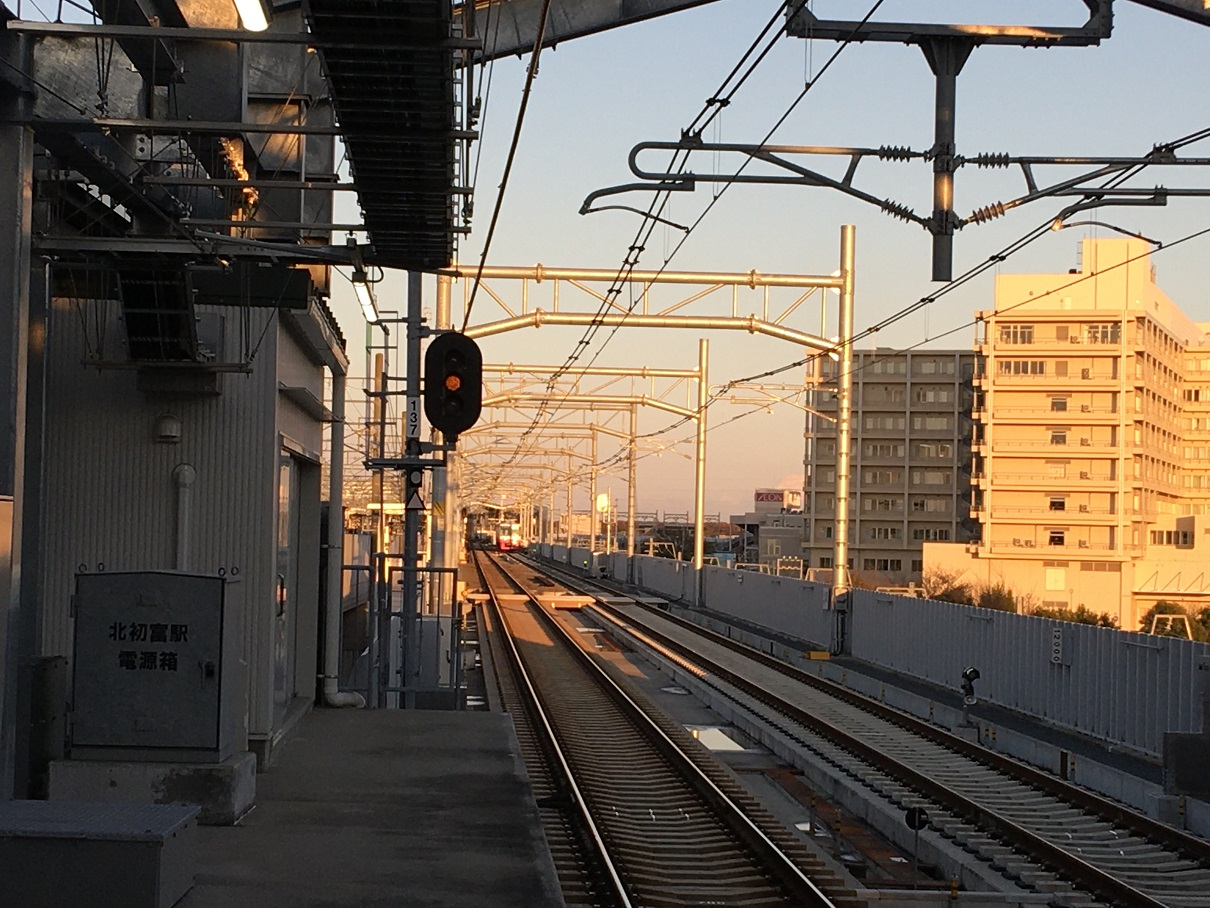
1號月台望向新鎌谷站方向（2019年12月8日）

## 使用情況
2018年度的一日平均上下車人次為5,657人，在新京成線全部24個車站當中排行第23位，僅多於北初富站。
近年的一日平均上車人次推移如下表。
| 年度               | 一日平均 上車人次 |
| ------------------ | ----------------- |
| 2007年（平成19年） | 2,719             |
| 2008年（平成20年） | 2,691             |
| 2009年（平成21年） | 2,650             |
| 2010年（平成22年） | 2,685             |
| 2011年（平成23年） | 2,648             |
| 2012年（平成24年） | 2,472             |
| 2013年（平成25年） | 2,557             |
| 2014年（平成26年） | 2,601             |
| 2015年（平成27年） | 2,630             |
| 2016年（平成28年） | 2,640             |
| 2017年（平成29年） | 2,690             |

## 相鄰車站
京成電鐵
 松戶線
新鎌谷（KS78）－初富（KS77）－鎌谷大佛（KS76）

## 外部連結
- 初富｜電車與車站資訊｜京成電鐵